# Arryadia 2
Arryadia 2, aussi appelée Arriyadia TNT, est la première chaine marocaine consacrée au sport et captée à travers un récepteur numérique terrestre. Elle diffuse les programmes ne pouvant être diffusés en raison des droits de retransmissions et tous les programmes diffusés sur la chaîne satellitaire.
La chaîne peut être captée sur le satellite Eutelsat 21B (satellite utilisé par la SNRT pour la diffusion privée des chaînes de la TNT marocaine).